# John Mudge
Pour les articles homonymes, voir Mudge.
John Mudge (1721-26 mars 1793) est un médecin britannique et fabricant de miroir de télescopes.

## Biographie
Mudge perfectionne les alliages et les méthodes de polissage des miroirs de télescopes. Il reçoit la médaille Copley en 1777 pour un article On mirror making décrivant ces alliages et méthodes de fabrication de miroir de télescope.
Il a fabriqué deux grands télescopes, en donnant un à Hans Moritz von Brühl qui l'a laissé à l'observatoire de Seeberg et l'autre, à son fils William Mudge.